# New Paltz (villa)
New Paltz es una villa ubicada en el condado de Ulster en el estado estadounidense de Nueva York. En el año 2000 tenía una población de 6.034 habitantes y una densidad poblacional de 1.345 personas por km².

## Geografía
New Paltz se encuentra ubicada en las coordenadas 41°44′59″N 74°5′59″O / 41.74972, -74.09972.

## Demografía
Según la Oficina del Censo en 2000 los ingresos medios por hogar en la localidad eran de $21.747, y los ingresos medios por familia eran $51.186. Los hombres tenían unos ingresos medios de $33.103 frente a los $22.935 para las mujeres. La renta per cápita para la localidad era de $11.644. Alrededor del 36,9% de la población estaban por debajo del umbral de pobreza.